# 전쟁
전쟁(戰爭, 영어: war, warfare, armed conflict)은 국가 또는 정치 집단 사이의 폭력이나 무력을 사용하는 상태 또는 행동을 말한다. 특별히 둘 이상의 국가 간에 어떤 목적을 두고 수행되는 싸움이다. 그러나 독일 농민전쟁 같은 내전도 전쟁이다. 치열한 경쟁이나 혼란을 전쟁에 비유하여 말하기도 한다. 전쟁은 하나 혹은 그 이상의 전구에서 동시에 진행될 수 있으며, 다수의 전역이 존재할 수 있다. 각 전역에서 벌어지는 개별적인 군사행동은 전통적으로 전투로 불리나, 전투기, 미사일, 폭격 등이 보병이나 해군의 도움 없이 동원되는 경우에는 전투라고 부르지 않는다. 

## 개요
전쟁은 군사력을 이용해 다양한 정치 목적을 달성하려고 하는 행위(행위설), 또는 군사력을 이용한 결과 생기는 국가간의 대립 상태(상태설)로 본다. 일반적으로 국가 또는 그에 준하는 집단이 방위나 이익의 확보를 목적으로 무력을 행사하여, 전투를 일으키는 일이다. 전쟁은 태고부터 계속되는 인류사이며, 가장 원시적인 한편 폭력적인 분쟁 해결 수단이라고 할 수 있다.
정치뿐만이 아니라, 경제, 지리, 문화, 기술 등 광범위한 인간 활동과 밀접하게 관련되어 있어 그 역사적인 영향이 크다. 근대 이후의 전쟁은 육해공군 등 군대만의 무력전 뿐만이 아니라, 일반 국민들도 동원되는 총력전의 양상을 나타내기도 한다. 외교전, 선전전, 모략전, 경제전, 무역전, 보급전, 기술전, 정신전 등의 투쟁을 본질적으로 포괄하고 있으며 서로 관련되어 있다.
그리고 결과적으로는 국제 관계, 사회, 경제 등 폭넓은 분야에 파괴적인 영향을 주어 군인이나 민간인의 인적 피해로부터 인프라의 파괴, 경제활동의 저해 등 사회 모든 부분에 물적 피해를 주게 된다.
한편 과학, 기술, 외교, 전략론, 조직론, 전술론, 병기·무기의 발전을 가져온 측면도 있다. 또, 군수 경기에 의해 생산 설비에 피해를 받지 않았던 전승국이나 제3국의 경제가 발전된 경우도 있다. (예:1차 세계대전과 2차 세계대전 후의 미국, 제1차 세계대전 및 한국전쟁 후의 일본).
현재는 대규모 전쟁 총력전이나 핵전쟁이 되어 승패에 관계없이 국가나 국민을 장난에 소모시키는 일로부터 일어나기 어렵게지고 있다. 전쟁에 의한 국가의 성장은 과거의 일이 되어, 인도주의적 관점에서 기피하는 경향이 있다. 1928년 체결된 파리 부전 조약 체결 이후, 국제법적으로 방위 전쟁 이외의 침략전쟁은 금지되고 있다.
그 발전이나 승패에는 어떤 법칙이 작용한다고 생각되어 군사학에서 전략·전술 이론의 연구, 전투 교리의 개발, 무기 개발, 정량적인 작전 연구, 전쟁사 연구 등이 이루어지고 있다.

## 전쟁의 원인과 시작
전쟁이 일어나도록 하는 요인은 여러 가지가 있는데, 이러한 요인 중에는 정권, 영토, 자원, 종교, 이념 등이 있으며 평화적인 합의에 도달할 의지가 없거나, 도달하지 못하거나, 방해될 경우 전쟁이 일어난다.
전쟁은 국제전의 경우 공식적인 선전포고와 함께 시작되나 역사적으로나 현재도 반드시 지켜지지는 않는다. 내전의 경우 일반적으로 선전포고가 작성되지 않는다. 

## 전쟁의 피해
전쟁이 일어나면 생산량은 증가할 수도 있으나 자산적인 측면에서 인명, 재산, 물적피해 등을 입게 되며, 민간인들의 경우 소년병 징집, 민간인 학살(르완다 학살, 홀로코스트, 아르메니아인 학살 등), 여성에 대한 성폭력 등으로 피해를 입게 된다. 또한 한 문명의 위대한 유산이 소실되는 경우가 매우 많다.
따라서 일어나지 않아야 한다. 문명이 발달하기 전에도 French Religious Wars처럼 길고 끔찍한 전쟁이 발발한 경우에는 해당 기간에 발생한 자연재해들을 고려하더라도 많은 사람이 전쟁 때문에 죽을 수도 있었다.

## 역사
타키투스가 아우구스투스의 승리 요인을 평화에 대한 약속으로 말한 점이나 유학자들의 진시황이 오랜 전쟁을 끝낼 것처럼 보였을 때는 정복당한 백성들도 기뻐했다는 주장처럼 인간이 전쟁을 혐오하는 것만큼이나 전쟁의 역사는 오래되었다. 세계의 귀족들은 몇몇 편견과 달리 전쟁광적인 사람들도 은근 많았으며 그들은 평민들이 전쟁을 싫어하는 이유로 도덕적인 이유보단 보상의 적음이나 자신들 귀족과 달리 저열한 존재로 태어났기 때문이라고 생각하기도 했다. 인간과 유전적으로 가장 가까운 침팬지들도 전쟁을 하는 것이 곰베 침팬지 전쟁으로 증명되었다. 인류는 제2차 세계 대전을 겪으면서 핵무기라는 인류 종말을 가져올 수 있는 무기의 위력 앞에 그 어느 때보다 평화를 위해 협력하고 있으나 여전히 지구상에서 전쟁은 멈추지 않고 있다. 

## 전쟁의 종류
- 침략전쟁과 방위전쟁 및 제재전쟁
- 정의의 전쟁과 불의의 전쟁
- 세계전쟁과 국지전쟁
- 무제한전쟁과 제한전쟁
- 핵전쟁과 비핵전쟁
- 정규전쟁과 비정규전쟁
- 국제전쟁과 내전
- 단기전쟁과 장기전쟁
- 우발전쟁과 계획전쟁

### 스마트 전쟁
스마트 전쟁은 정보네트워크와 인공위성을 기반으로 적국 군사신경망을 선택적으로 공격하는 전쟁의 한 형태이다. 이전의 무차별 대량살상이나 파괴가 아닌 새로운 전쟁양태이다. 원격조정으로 날아가는 크루즈미사일, 토마호크와 전쟁 현장의 정보를 수집해 보내는 공중조기경보기(AWACS), 무수한 무인 경찰기(UAV), 하늘 위의 첩보위성들 그리고 이들을 하나로 잇는 정보테트워크가 스마트 전쟁의 축을 이룬다.

## 비폭력주의
종교 또는 사회적 이유, 개인의 양심에 따라 전쟁에 반대하는 사람들도 있는데, 이들은 비폭력주의자 또는 평화주의자라고 부른다. 이들은 폭력 이외의 방법을 통한 문제해결을 주장하며, 폭력(힘의 균형)에 의한 거짓 평화에 반대하기 때문에 전쟁 또는 전쟁 참여를 거부한다. 역사 속에서는 메노나이트, 불교, 퀘이커, 아미시파 등의 평화주의 성격의 종교들과 미국의 권투 선수 무하마드 알리의 양심적 병역거부가 있다.

## 같이 보기
- 전쟁 형태의 변화
  - 1세대 전쟁(영어판) (1GW)
  - 2세대 전쟁(영어판) (2GW)
  - 3세대 전쟁(영어판) (3GW)
  - 4세대 전쟁(4GW)
    - 비대칭 전쟁
    - 비정규 전쟁
    - 비전쟁군사행동(MOOTW)
    - 초한전 (군사전략)(영어판) (超限戰)
- 전쟁예비 비축물자 (WRS)
- 군사 전략
  - 대전략
  - 해군전략(영어판)
- 군사 이론(영어판)
- 군사 교리
- 전쟁의 원칙(영어판)
- 기갑 전쟁
- 기계화 보병
- 대리 전쟁
- 정치 전쟁(영어판)
  - 적극적 공작(영어판)
- 원정전(영어판)
- 전력 투사
- 수륙양용작전
- 공수부대
- 상륙작전
- 해병 원정대(MEU)
- 비전투원 대피작전(영어판)(NEO)
- 반전 운동
  - 반전 영화
  - 반전 음악